# Olivier Paccaud
Pour les articles homonymes, voir Paccaud.
Olivier Paccaud, né le 13 avril 1969 au Blanc-Mesnil (Seine-Saint-Denis), est un professeur d’histoire-géographie et homme politique français.
Proche des Républicains, il est sénateur de l'Oise depuis 2017 et conseiller départemental de l'Oise depuis 2015, élu dans le canton de Mouy avec Anne Fumery. Au Sénat, il est rattaché au groupe Les Républicains. Il a été conseiller régional de Picardie de 2011 à 2015.

## Formation
Après avoir obtenu en 1986 son baccalauréat au lycée Cassini de Clermont, dans l'Oise, il devient professeur d’histoire-géographie. Titulaire du CAPES, il obtient l'agrégation d’histoire et géographie.

## Parcours politique
Il adhère au RPR en 1998, séduit par le discours de Philippe Séguin ; la même année, il devient délégué du parti au niveau du canton de Noailles. L'année suivante, il est nommé secrétaire départemental adjoint du RPR, secondant Caroline Cayeux.
Il entre définitivement en politique en 2001, puisqu’il devient cette année-là successivement adjoint au maire de Ponchon (chargé des finances), conseiller communautaire du Pays de Thelle et directeur de cabinet du sénateur-maire de Compiègne Philippe Marini. 
À la suite des élections législatives de 2007, il devient le suppléant d'Olivier Dassault (1re circonscription de l'Oise-Beauvais Nord), dont il dirigeait par ailleurs le cabinet depuis 2002. Il est réélu avec Olivier Dassault, dont il mène les campagnes législatives, en 2012 et 2017.
Il n'est pas candidat pour renouveler son mandat municipal lors du élections municipales de 2008. 
En 2011, il succède à Caroline Cayeux, élue sénatrice, au conseil régional de Picardie, restant en poste jusque 2015.
En 2015, lors des élections départementales, il est candidat avec son binôme Anne Fumery dans le canton du socialiste Yves Rome, sénateur et président du conseil général sortant. Il sort victorieux d’une triangulaire difficile (36,45 %), devant le binôme Front national André Fouchard-Jacqueline Crépin (34,92 %) et le binôme socialiste Yves Rome-Anne-Claire Delafontaine (28,63 %). À l’issue de cette victoire, il devient vice-président du département de l’Oise chargé de l'Éducation, de la Jeunesse et de la Citoyenneté. 
Il est le représentant d’Alain Juppé dans l’Oise lors de la primaire de la droite et du centre de novembre 2016. Il s'oppose à la stratégie de son parti, Les Républicains, de maintenir François Fillon comme candidat à l’élection présidentielle, malgré le climat des affaires qui pollue sa campagne, et quitte Les Républicains. 
Lors des élections sénatoriales de 2017, il conduit une liste dissidente de droite, face à Édouard Courtial (LR), alors président du conseil départemental de l'Oise, Laurence Rossignol, ancienne ministre (PS) et sénatrice sortante, Alain Vasselle, sénateur sortant, ainsi que des listes LREM, RN, PCF. À la surprise générale, sa liste arrive en deuxième position, ce qui lui permet d’être élu sénateur,.
Il soutient Xavier Bertrand pour l'élection présidentielle de 2022, dont il est l'un des 10 porte-paroles. 

## Autres activités
Passionné de musique, il a été dans les années 1990 le leader du groupe de rock « Lucie Cries », qui a sorti une dizaine de CD (environ 80 morceaux) et effectué plus de 100 concerts un peu partout en Europe. Il en était le chanteur bassiste. 

## Détail des mandats
- Adjoint au maire puis conseiller municipal de Ponchon (2001-2008)
- Conseiller au sein de la communauté de communes du Pays de Thelle (2001-2008)
- Conseiller régional de la Région Picardie (2011-2015)
- Conseiller départemental de l’Oise : depuis mars 2015
- Sénateur de l’Oise : depuis octobre 2017

## Autres fonctions
- Suppléant du député Olivier Dassault (2007-2017)
- Directeur de cabinet de Philippe Marini, sénateur-maire de Compiègne (août 2001-septembre 2015)

## Vie privée
Il est marié et père de trois enfants.